# Stocznia złomowa

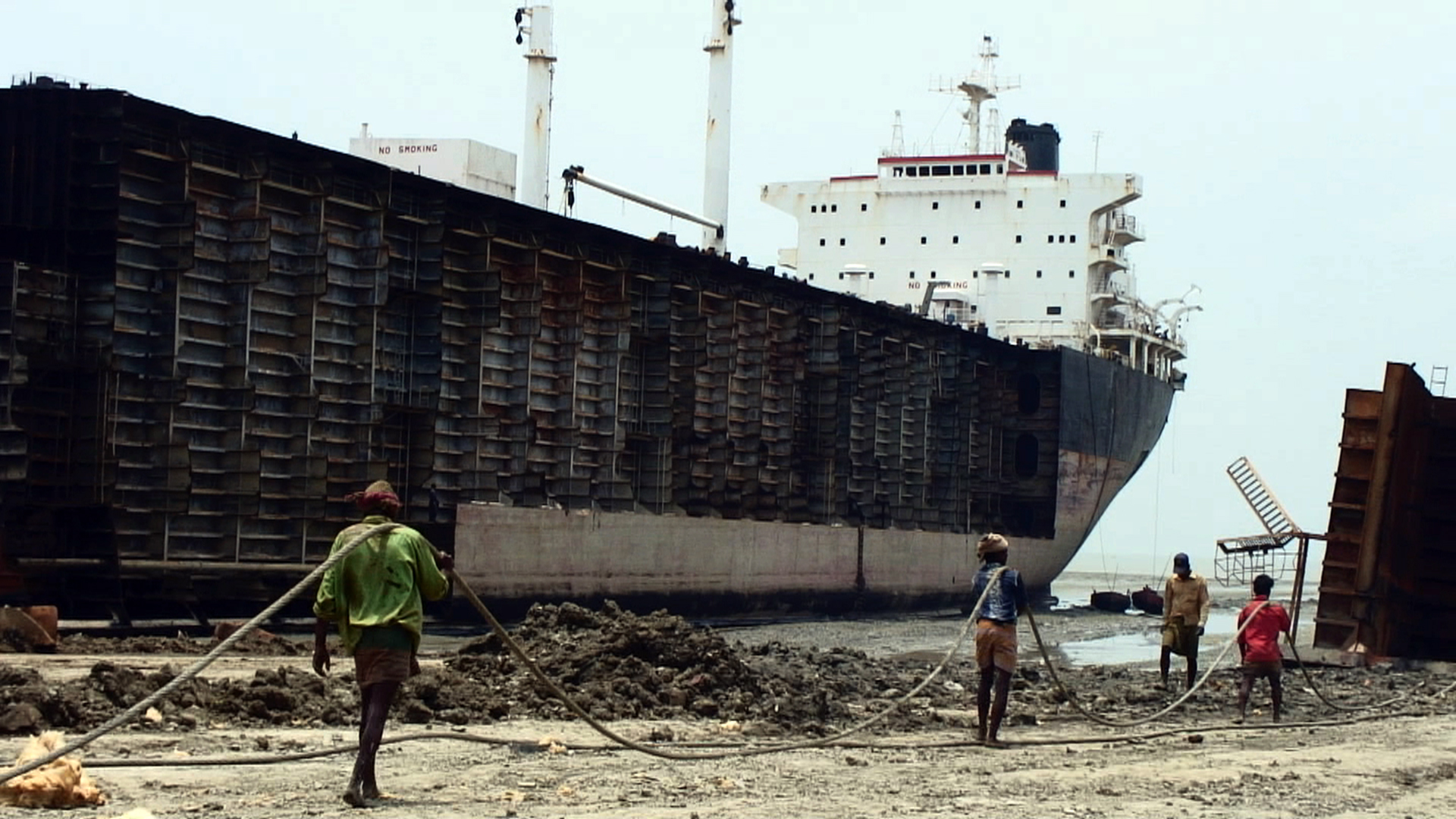
Stocznia złomowa w Ćottogram w Bangladeszu

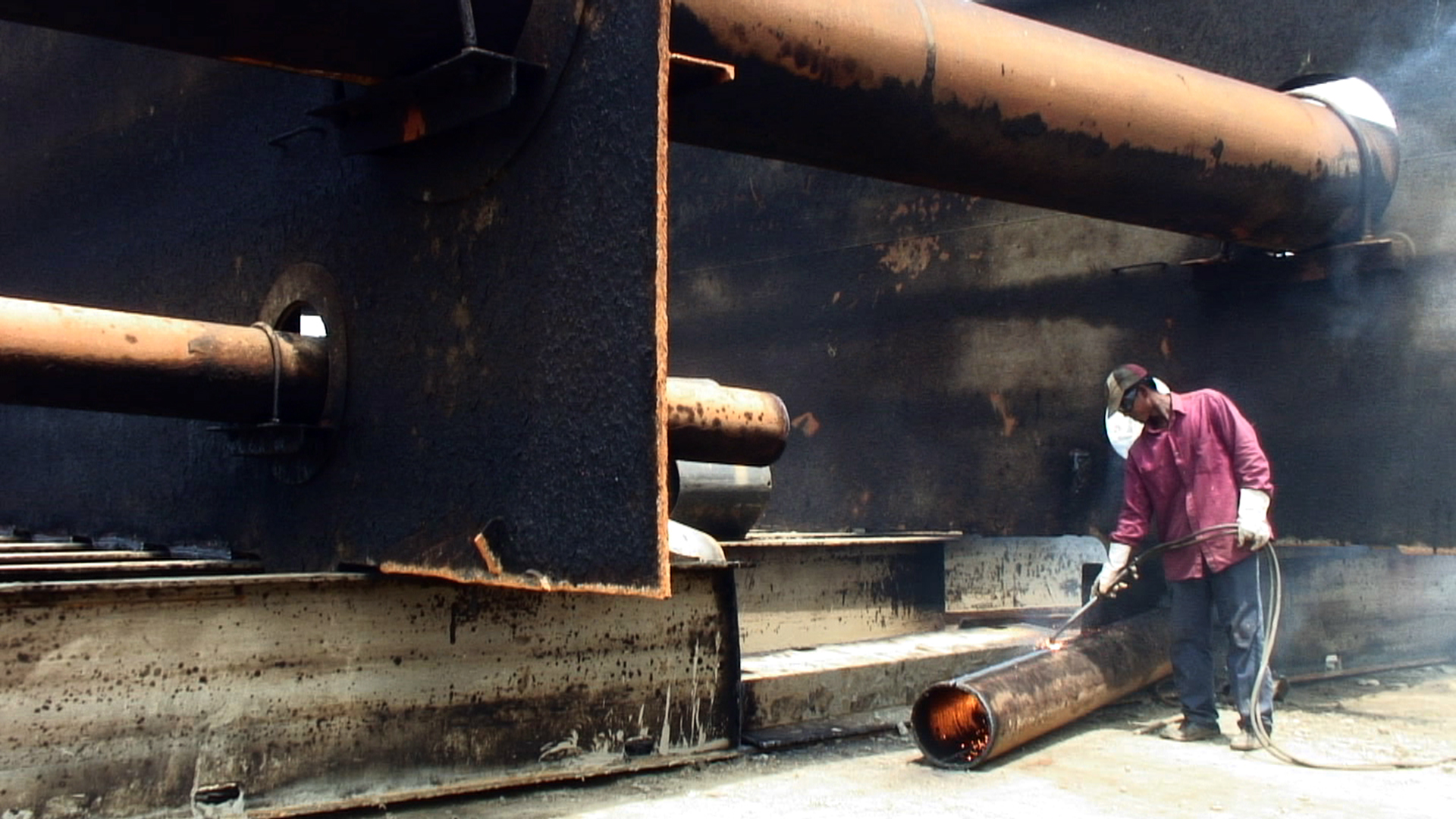
Przepalacz przy pracy, tnie palnikiem rurę

Stocznia złomowa – stocznia zajmująca się rozbiórką i cięciem na złom jednostek pływających. Złomowanie statku pozwala na odzyskanie (recykling) materiałów, zwłaszcza metalu. W latach 70. i 80. XX wieku w Polsce złomowanie odbywało się w porcie wojennym w Gdyni.
Współcześnie złomowanie związane jest również z problemem szkodliwych odpadów, będących pozostałościami po materiałach dzisiaj zabronionych, ale kilkadziesiąt lat temu w normalnym użyciu (azbest, szkodliwe farby) oraz resztkami paliwa i ładunku. Przykładem może być lotniskowiec „Clemenceau” – z powodu azbestu, przez wiele lat czekał na złomowanie.
Z tego powodu, większość stoczni złomowych jest obecnie usytuowana w krajach takich jak Indie (największe na świecie skupisko przedsiębiorstw złomujących statki znajduje się na obrzeżach miasteczka Alang, w stanie Gudźarat), Bangladesz i Pakistan, gdzie zwraca się mało uwagi na ochronę środowiska. Atutem tych krajów jest tania siła robocza i bardzo niskie w porównaniu z Zachodem standardy BHP. Ma to duże znaczenie, gdyż złomowanie statku wymaga dużej ilości pracy ręcznej, trudnej do zmechanizowania i automatyzacji co stwarza dla stoczniowców ryzyko częstych wypadków (w tym śmiertelnych) i zagrożenia zatruciami.

## Stocznie złomowe w filmie
Jednym z epizodów austriacko-niemieckiego filmu dokumentalnego Śmierć człowieka pracy z 2005 jest praca przepalaczy złomu ze stoczni złomowej w Pakistanie.